# Levelezős játék
A levelezős játékok (angolul: play-by-mail games - PBM) olyan - kezdetben internet korszak előtti - játékrendszerek, ahol a résztvevők nem egy helységben tartózkodnak, hanem (földrajzilag) egymástól távol bonyolítják le a játékot. A résztvevők lépéseiket vagy ún. „fordulóikat” valamilyen információ közvetítő eszköz segítségével küldik el (és kettőnél több játékos esetén szinkronizálják azokat). A közvetítő eszköz sokféle lehet. Kezdetben postai levél volt a jellemző, de a technika fejlődésével az új kommunikációs eszközöket is felhasználták, mint fax, e-mail és internet. Ritkább esetben akár olyan extrém eszközök is lehetnek közvetítő elemek, mint például a postagalamb. Ezek a levelezős játékok kezdetben főleg ún. stratégia táblás játékok speciális változatai voltak. A játék sajátos levezetése némileg módosítja a megszokott játék stílust a hagyományos játékváltozathoz képest, hiszen például a sakk esetén jelentősen megnő a gondolkodási idő.
A levelezős játék lényegében előfutára volt az internetes közösségi játékoknak és fejlődése kihatott az internetes változat későbbi fejlesztési tematikájára is. A levelezős játékok közös sajátossága, hogy a játékkal kapcsolatos információ csere több kevesebb késedelemmel zajlik, így a játék események nem valós időben zajlanak. Ma már az internetes változatok megjelenésével a levelezős játékok jelentősége csökkent, de a modernizáció ellenére nem szűnt meg teljesen.

## A játékok működési alapelve és célja

### Célja

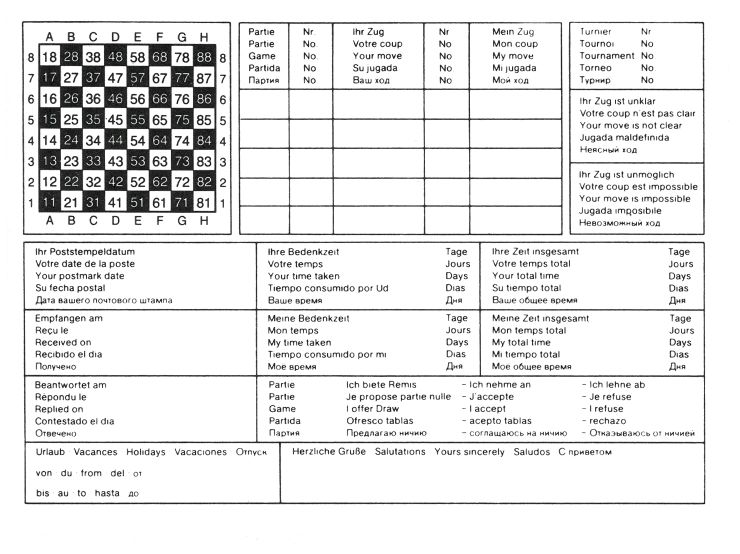
Levelezős sakk játék utasítás lapja

A levelezős játékok célja, hogy egymástól távol élő emberek - akár ismeretlenül - játszhassanak egymással. A motiváció oka lehetett kényszer is ha valaki közvetlen környezetében híján volt a játékpartnernek, de lehetett akár kíváncsiság is új ismeretségek kötése végett.

### A kétszemélyes játék
Alapvetően a kétszemélyes játékok, mint a sakk nem kíván speciális hátteret a játék levezetéséhez. A játékosok egyszerűen elküldik egymásnak a következő lépést így habár az időtényező miatt változik a játék stílusa, de különösebb módosító tényezők nincsenek. Ha viszont versenyszerű formában vagy egyesületi keretekben zajlik a játék akkor lehetnek már egységesítő szabályok, mint például a válaszidő szabályozása.

### A multi-player játék
A kettőnél több személyes játékok (multi-player - MP) - mint a Diplomacy - viszont bonyolítják már a játék levezetést. Ez esetben a játékosok lépéseit koordinálni és szinkronizálni kell és szükség lehet felügyeletre is (moderáció) egy játékmester vagy vezető személyében. Az ilyen játék asszisztencia szolgáltatás igénye alapozta meg aztán az első kereskedelmi változatokat és egyes játékok bonyolultsága pedig a komputer technológia bevonását igényelte, jóval az internet megjelenése előtt már. 

Az első lépés a játékosok és a játék összeszervezése az egyes játszmákhoz. Ez egyszerű játékok esetében alapvető adminisztrációt jelent, úgy mint a levezési címek egyeztetése, területek vagy színek és egyéb speciális játékelemek elosztása valamilyen közösen elfogadott szabály alapján. Az összetettebb játékok esetén, mint amilyen a „levelezős szerepjáték”, már jóval több és bonyolultabb előkészületeket szükségesek. A játékosok részéről a karakter típusok és jellemzők kiválasztása történik, a játékmester részéről pedig a karakterek tulajdonságainak generálása. Ez utóbbit már sok esetben számítógép generálta bonyolult matematikai szabályok szerint.

A Diplomacy stratégiai táblás játék.

A kettőnél több szereplős játék levezetésére több különböző módszert is használtak. A Diplomacy esetében például a játékosok a lépéseiket egy speciális levelezőlap űrlapon - más néven utasítás lapon (turn card) - elküldték a játékmesternek, aki a lépések eredményét visszaküldte az összes játékos számára egy közös újságszerű kiadványban, ún. fanzinban. Ezután a játékosok saját otthonukban felállított játéktáblán pedig nyomon követhették a játék aktuális állását. Amíg egy egyszerűbb játék esetén, néhány játékossal a játékmester könnyen levezetheti a játékot, addig a játékosok számának növekedésével és a játék bonyolultságával arányosan szükség lehet technikai eszközökre. Például az 1992-ben indított magyar fejlesztésű „Túlélők Földje” levelezős szerepjáték esetén 700 000 négyzetből álló területen, egy időben több ezer játékos vett rész és a játék több száz kiegészítő elemet is tartalmazott (szörnyek, tárgyak, épületek stb.) Ezek koordinálása kezdetektől fogva számítástechnikai eszközöket igényelt így a fordulók kinyomtatását is. Azonban a hazai viszonyokban akkor még ismeretlen internet használat híján a fordulók eredményeinek kiküldése a játékosokhoz postai úton történt, akárcsak az utasítás lapok beküldése a feldolgozó központba. Emiatt aztán a „posta fordultához” volt kötve az adott idő alatt megtehető lépések számának korlátja, amely szinte minden levelezős játék technikai sajátossága. Így szinkronban marad a játékosok egymáshoz viszonyított mozgás mennyisége nagy létszám esetén is.
Alapvetően minden MP levelezős játék „köre” vagy „fordulója” abból áll, hogy a játékosok elküldik a szabályok szerint behatárolt lépéseiket a játékmesternek az utasítás lapon, a játékmester pedig visszaküldi a lépések eredményét a játékosokhoz. A különbség a méret alapján abban állhat két játék között hogy, amíg egy kis táblán játszott néhány szereplős játék esetén a játékosok egyszerre végzik körüket és egyszerre postázzák számukra a lépések eredményét, addig ez már bizonyos méret és létszám felett szükségtelen és kivitelezhetetlen. Ez utóbbi esetben habár a játékosok a lépés korlát miatt egy időben nagyjából azonos mennyiségű cselekvésre képesek, de technikailag nem egyszerre lép mindenki és nem látja minden játékos a másik lépéseit sem. Ahogy összetettebb lesz a játék egyre inkább elvonatkoztathatunk a kiindulópontnak számító hagyományos (személyes jelenlét mellett zajló) játékok mechanizmusától és gyakorlatilag létre jön egy új játék. Amíg a sakk és a Diplomacy esetén menet közben mindenféle segédeszköz nélkül folytatható lenne a játék hagyományos táblás játékként, addig ez már az összetettebb levelezős játékoknál nem feltétlen igaz. Bár elvileg ezen játékok esetén is lehetne személyes részvétellel játékot bonyolítani (igaz itt már nincs is „hagyományos” megfelelője), de inkább optimálisabb számukra már a levelezős játékforma. Ennek oka főleg a magas játékos létszám és a számítástechnikai háttér igény.

## Története
A legelső levelezős játék vélhetően a sakk volt. Itt nem volt szükség speciális szabályokra, csupán mindig a következő lépést elküldték egymásnak az ellenfelek. Mivel komoly több évszázados múlttal rendelkező játék, nehéz megmondani mikor játszották először az első levelezős játszmát, de 1824-ból már feljegyzés készült, hogy két sakk klub - az edinburgh-i és a londoni - ekképpen mérkőzött meg egymással és a játszma 99 lépésből állt.
A kettőnél több játékos (MP=multiplayer) levelezős játékok archetípusa az 1959-ben megjelent stratégiai táblás társasjáték a „Diplomacy”-ra épült és a 60-as években indult el a levelezős formája. Kezdetben ezen játékok nonprofit hobbi elfoglaltságok voltak, de idővel kialakult az igény a témára épülő iparágra, ami kiszolgálja a növekvő igényeket. Megjelennek a témában az első szaklapok. Főleg az ún „háborús játékok” lesznek népszerűek, de számos más típusú játék is fut egy időben. Gombamód szaporodnak a kis játék vállalkozások nyugaton, hiszen minimális befektetéssel indítható egy játék. Ugyanakkor rendkívül idő igényes a játék felügyelete, így sok vállalkozás elúszik a feladatokban. A növekvő feladatok miatt már a 70-es években igénybe veszik az akkor még kezdetleges számítógépeket a játék levezetéséhez, ami már szakértelmet kíván. Ez idő tájt jelenik meg a „Flying Buffalo” játékcég is, amely tevékenysége jelentős a levelezős játékiparban. A levelezős játékforma 80-as években érte el csúcsát nyugati országokban.

### A vég és a kezdet (80-as évektől)
A levelezős játék alkonya, az internetes közösségi játék hajnala lett egyben. Az internet adta lehetőségek kiválóan kiszolgálták azon gyengeségeket, ami a levelezés időigényes technikája okozott. Olyannyira ehhez az időponthoz köthető a műfaj fordulópontja, hogy sokan a közösségi játékok kezdetét - mint a műfaj történetéből kiderül tévesen - ettől az időszaktól datálják.
Az 1980-as évek végén a számítástechnika játék dömpingje elkezdi visszaszorítani a hagyományos játékokat, így a levelezőst is. Azonban az internet megjelenése és elterjedése új fordulatot hozz. Már a 80-as években megjelenik a „Multi-user Dungeon (MUD)” játékok ahol több számítógép van összekapcsolva hálózatban és így játszanak egy terepen a játékosok. Ez azonban kezdetekben egyetemek és iskolák költséges játékszere nem pedig az átlag felhasználóé. Ezt a technológiát ugyanakkor ötvözik a felsőoktatásban részt vevő fiatalok körében szintén kedvelt szerepjátékkal, ami akkoriban érkezik népszerűsége csúcsára. Az internet szerény lefedettsége kényszermegoldásokat szül így jön létre például 1992-ben hazánk első kereskedelmi levelezős szerepjátéka a „Túlélők Földje” is, amit Tihor Miklós tervezett és programozott. A játék levezetése számítógéppel, a kommunikáció a központ és játékosok között viszont hagyományos postai levelek segítségével történt és a 90-es évek közepéig nagy népszerűségnek örvendett. A technikai kezdetben inkább kisegíti a levelezős játékot. Az e-mail felváltja a hagyományos postai formát (PBeM), de az évtizedes alapelvek nagyrészt megmaradnak. Mivel kezdetben a gépek teljesítménye behatárolt, így megmaradnak a levelezős szerepjáték főcsapásán a kezdeti internetes közösségi játékok. Majd idővel kialakul a böngésző és fórum alapú játékok is.
A széles sávú internet elterjedése azonban feleslegesé teszi a körönként késleltetett játék rendszert így a levelezős szerepjáték korszerűtlené válik. Habár a ma már közösségi játékok más formában működnek azért még ma is (2012) néhány ezer ember műveli a levelezős játék valamilyen formáját.

## Lásd még
- Levelezési sakk
- Túlélők Földje
- Fórumos szerepjáték
- Szerepjáték